# O huvud, blodigt, sårat
O huvud, blodigt, sårat är en passionspsalm med ursprung hos Arnulf av Löwen före 1250. Den ursprungliga latinska versionen av psalmen Salve caput cruentatum översattes till tyska, "O Haupt voll Blut und Wunden", av Paul Gerhardt 1656 och till svenska enligt Nya psalmer 1921 av Carl Axel Torén för en senare bearbetning av Johan Alfred Eklund vars insatser i verket inte framgår av 1986 års psalmbok. Eklunds insats ströks redan med 1937 års psalmbok när Torén fortfarande nämndes. Originaltexten till vers fyra skrevs av Paul Gerhardt 1656 och översattes av Samuel Ödmann 1793 enligt 1986 års psalmbok. Hela psalmtexten bearbetades av Emanuel Linderholm 1920.
Melodin är en komposition av Hans Leo Hassler från 1601.

## Koralbearbetningar

### Orgel
- O huvud, blodigt, sårat ur Tre passionskoraler av Bedřich Janáček.[1]

## Publicerad i
- 1819 års psalmbok nr 91  med titelraden "Ditt huvud, Jesu, böjes" under rubriken "Jesu lidande, död och begravning: Jesus på korset"
- Svenska Missionsförbundets sångbok 1920 som nr 117 under rubriken "Jesu lidande".
- Nya psalmer 1921 som nr 520  under rubriken "Kyrkans högtider: Passionstiden".
- Frälsningsarméns sångbok 1929 som nr 516 under rubriken "Högtider och särskilda tillfällen – Långfredag".
- Musik till Frälsningsarméns sångbok 1930 som nr 516.
- Sionstoner 1935 som nr 191 under rubriken "Passionstiden".
- 1937 års psalmbok som nr 95  under rubriken "Passionstiden".
- Frälsningsarméns sångbok 1968 som nr 615 under rubriken "Högtider – Passionstid".
- Den svenska psalmboken 1986 som nr 144  under rubriken "Fastan".
- Finlandssvenska psalmboken 1986 som nr 60 under rubriken "Fastetiden".
- Lova Herren 1988 som nr 161 under rubriken "Passionstiden".